# 長野市立若穂中学校
長野市立若穂中学校（ながのしりつわかほちゅうがっこう）とは長野県長野市にある公立中学校。

## 所在地
〒381-0103 長野県長野市若穂川田503

## 沿革[1]
- 1961年（昭和36年）若穂町にあった３つの中学校（綿内中学校・川田中学校・保科中学校）が名目統合。
- 1962年（昭和37年）実質統合。
- 1966年（昭和41年）若穂町が長野市に合併し、長野市立若穂中学校となる。
- 1987年（昭和62年）校舎改築工事、プレハブ校舎で授業開始。
- 1988年（昭和63年）新校舎完成